# Карцевский сельсовет (Дмитровский район)
Карцевский сельсовет — упразднённая административно-территориальная единица, существовавшая на территории Московской губернии и Московской области до 1923 и 1929—1939 годах.
Карцевский сельсовет был образован в первые годы советской власти. По данным 1918 года он входил в состав Тимоновской волости Дмитровского уезда Московской губернии.
В 1923 году Карцевский с/с был упразднён, а его территория включена в Саввинский с/с.
В 1929 году Карцевский с/с был восстановлен путём выделения из Саввинского с/с и отнесён к Дмитровскому району Московского округа Московской области.
17 июля 1939 года Карцевский с/с был упразднён. При этом его территория (селения Гора, Измайлово, Карцево, Колотилово и Мартыново) была передана в Слободищевский с/с.